# Boiarka
Boiarka (în ucraineană Боярка) este un oraș raional din raionul Kiev-Sveatoșîn, regiunea Kiev, Ucraina. În afara localității principale, nu cuprinde și alte sate.

## Istoric
În Boiarka s-au descoperit ruinele unei așezări din vremea Rusiei Kievene.
În secolul al XIX-lea, localitatea a devenit o destinație favorită a artiștilor și scriitorilor din Imperiul Rus, și a fost locuit de Shalom Aleihem și de Mîkola Lîsenko.

## Demografie
Componența lingvistică a orașului Boiarka
     Ucraineană (86,25%)
     Rusă (13,11%)
     Alte limbi (0,21%)
Conform recensământului din 2001, majoritatea populației orașului Boiarka era vorbitoare de ucraineană (86,25%), existând în minoritate și vorbitori de rusă (13,11%).

## Personalități născute aici
- Oleksandra Matviiciuk (n. 1983), avocată, activistă pentru drepturile omului.

## Galerie de imagini

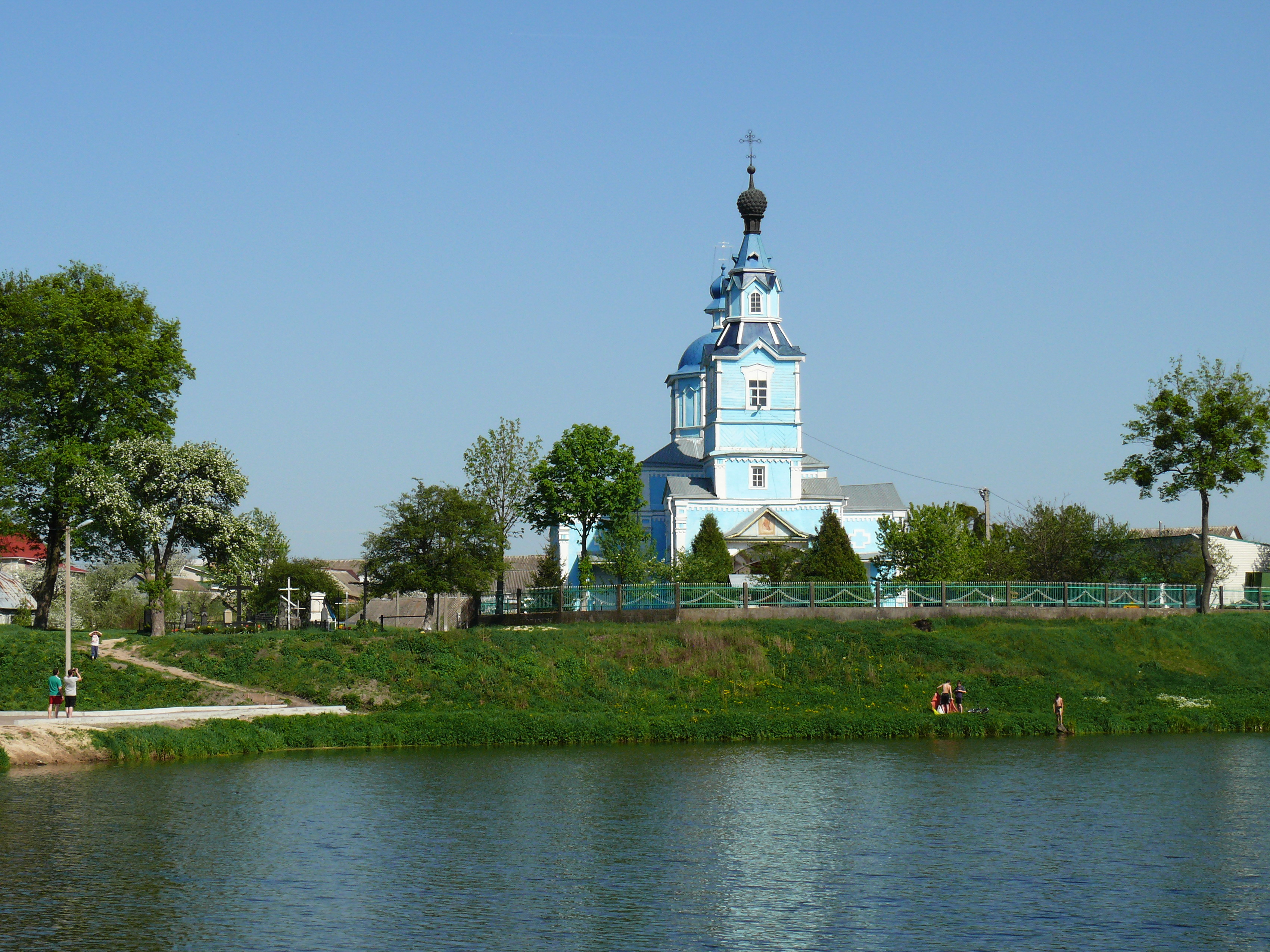
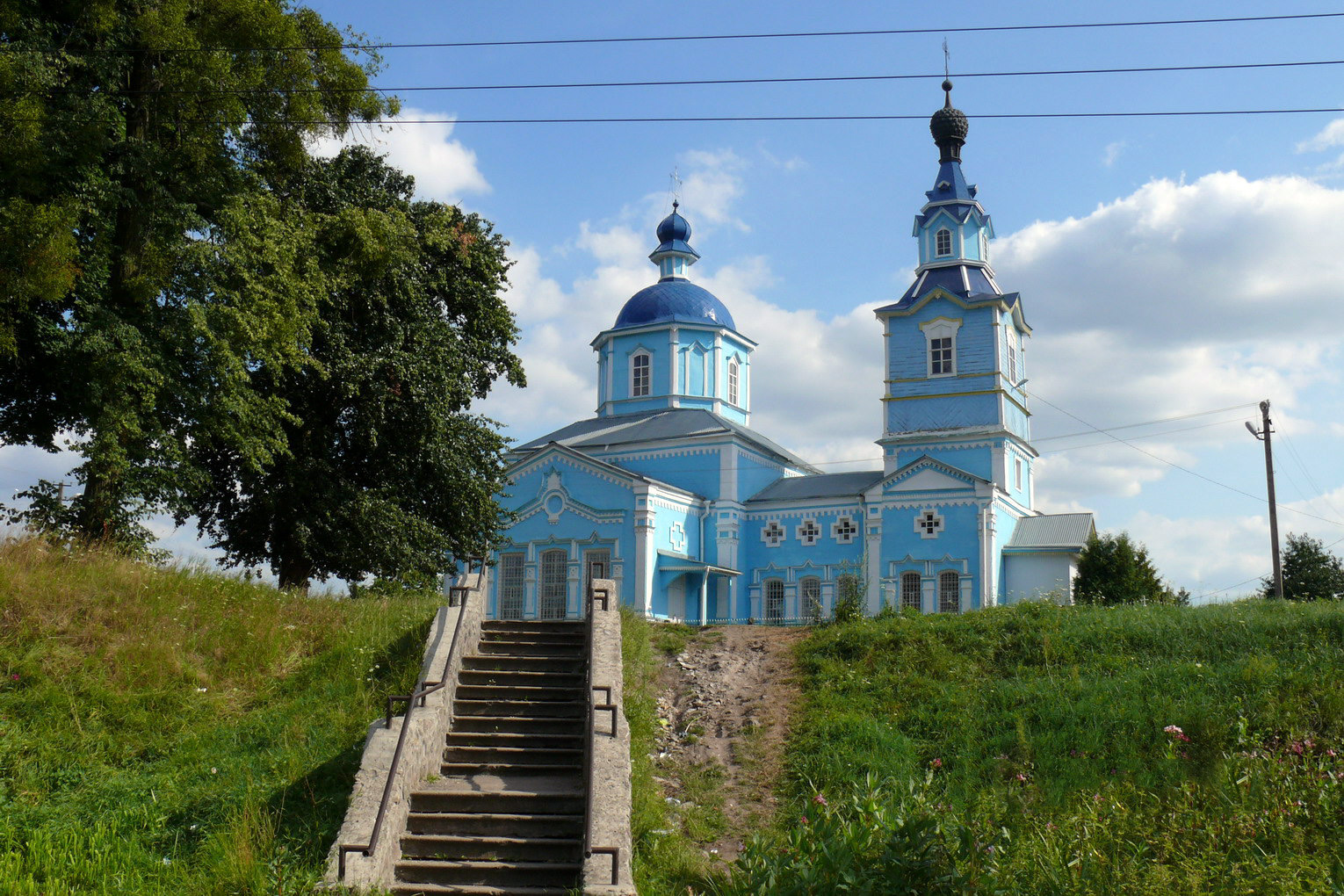
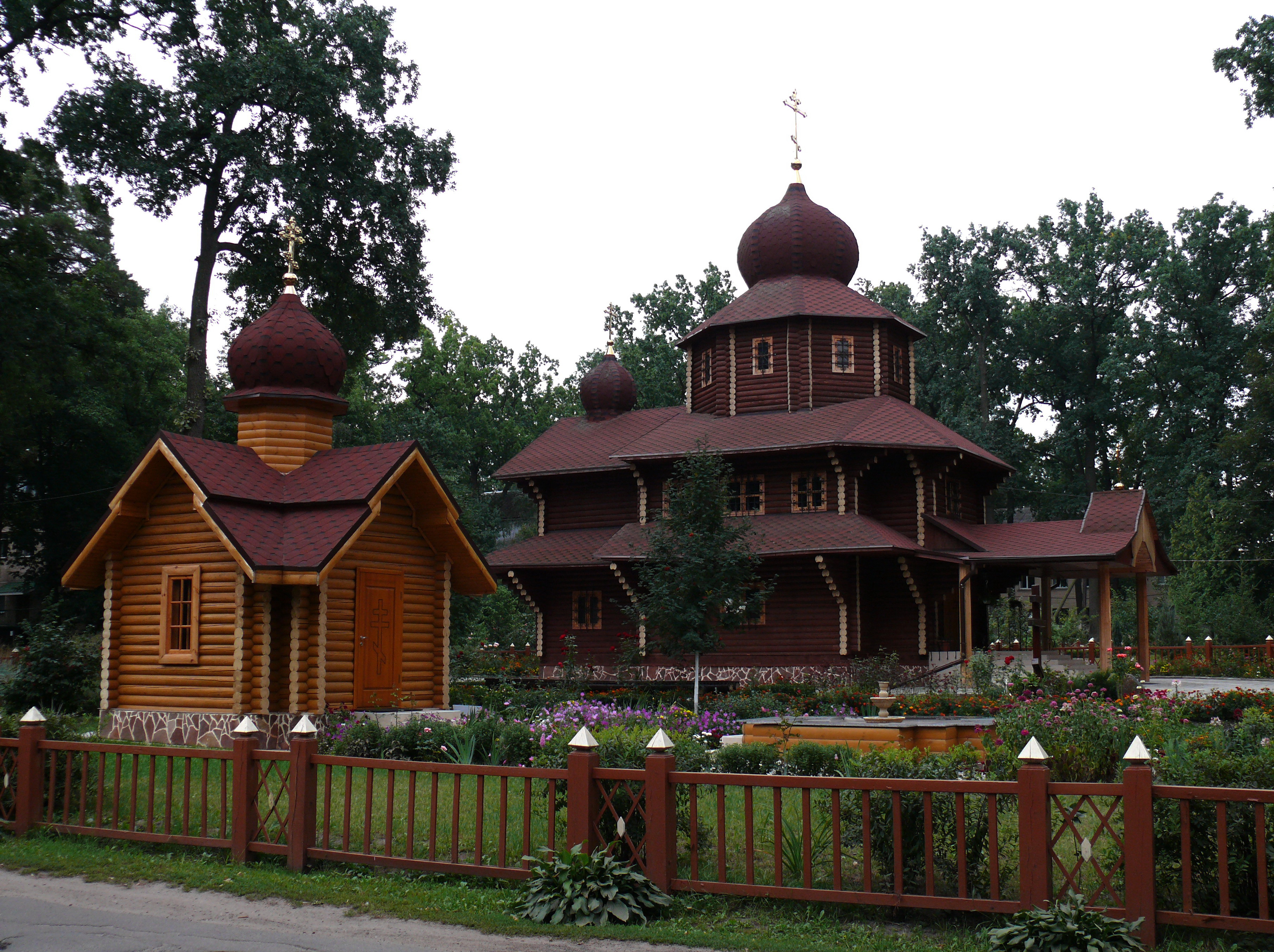
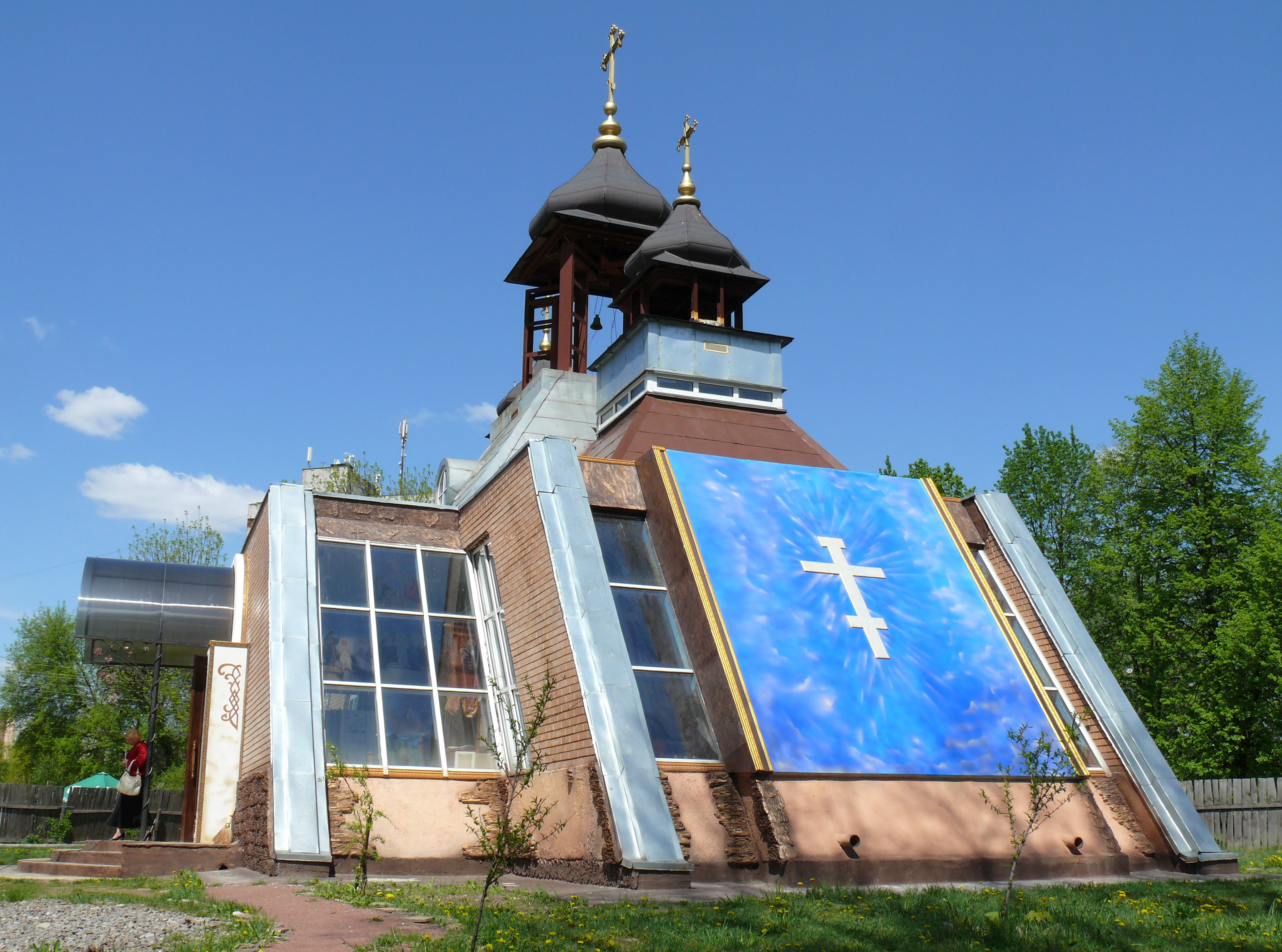
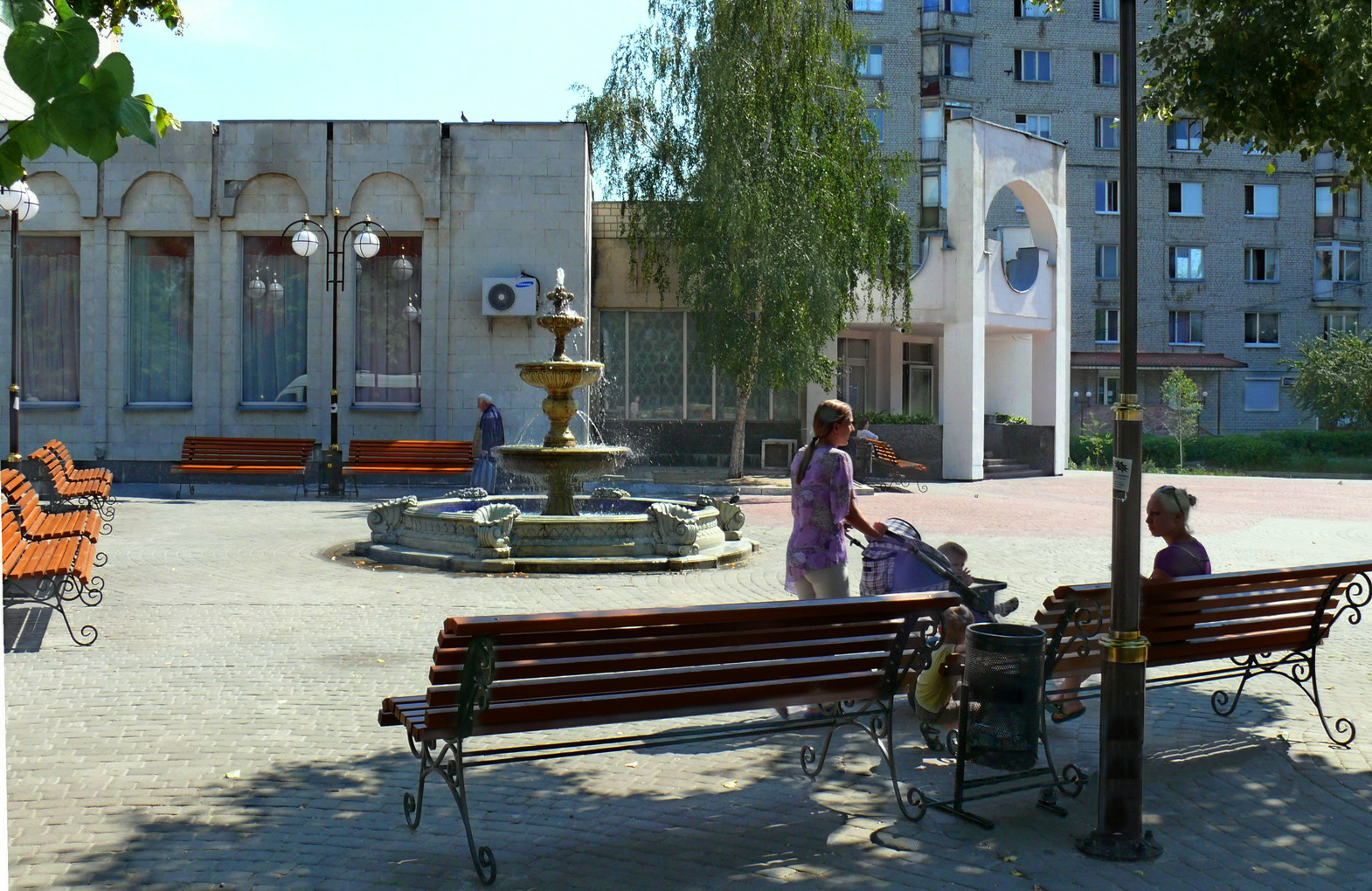
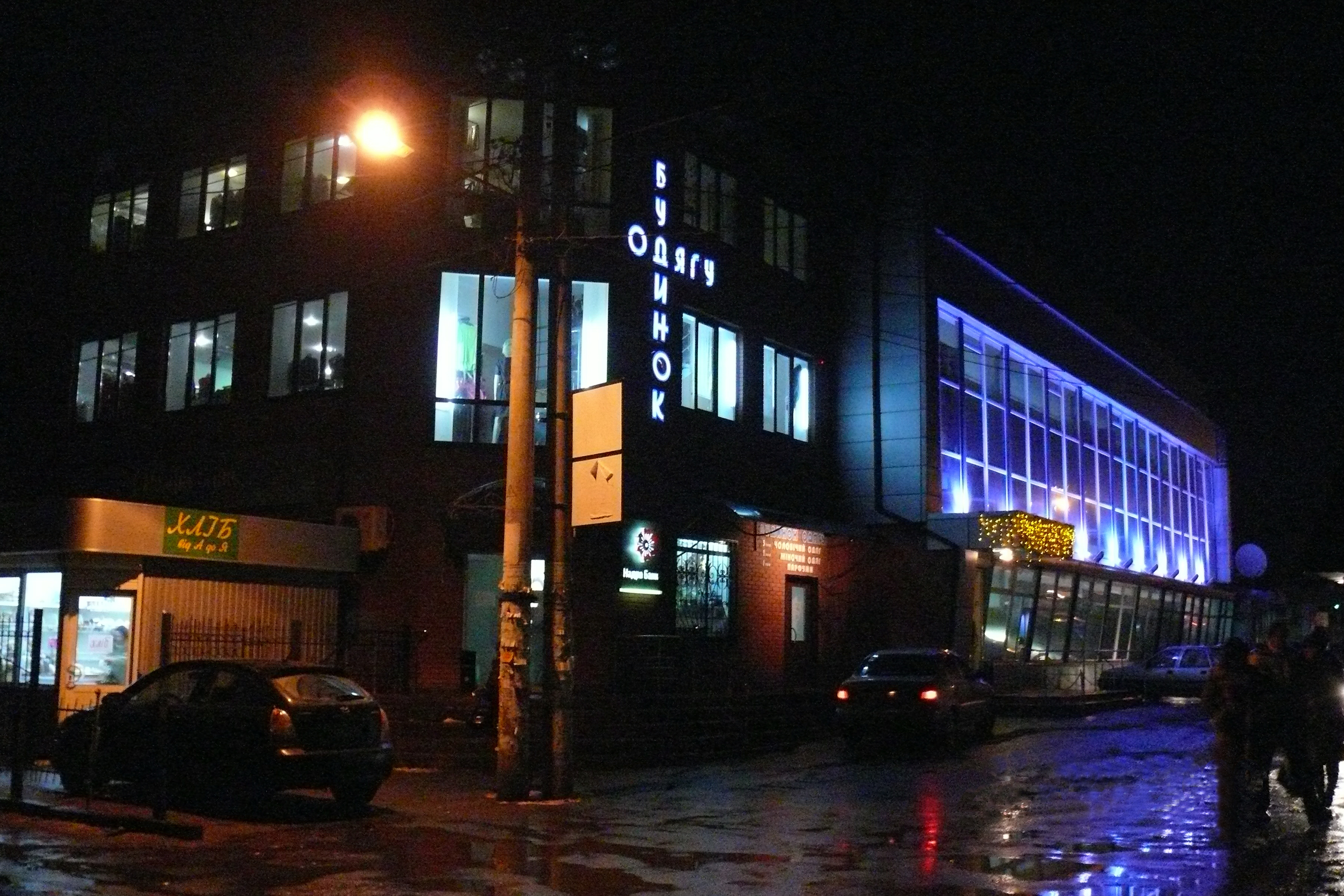
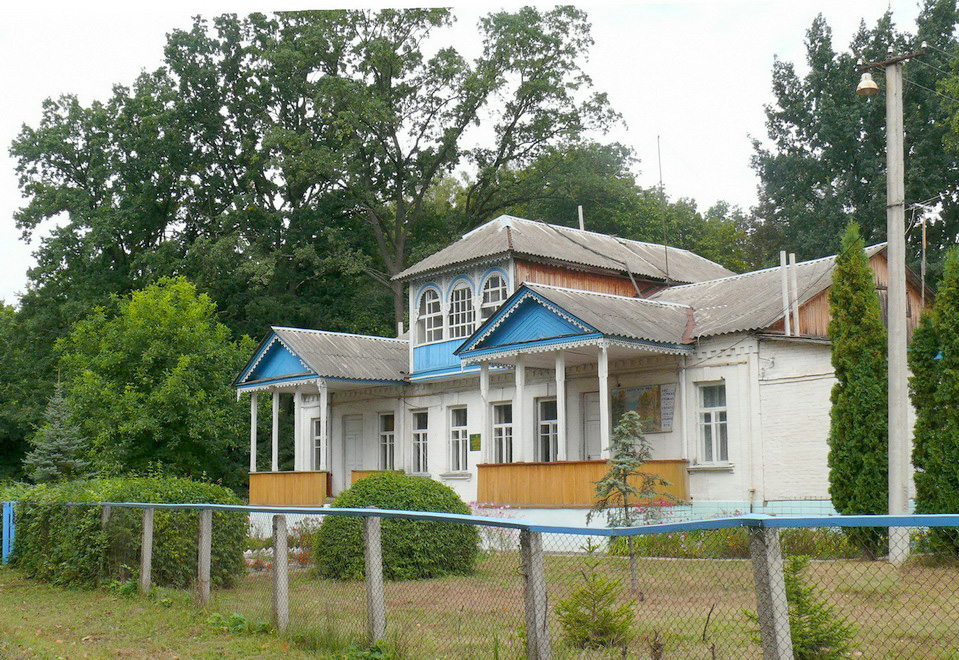
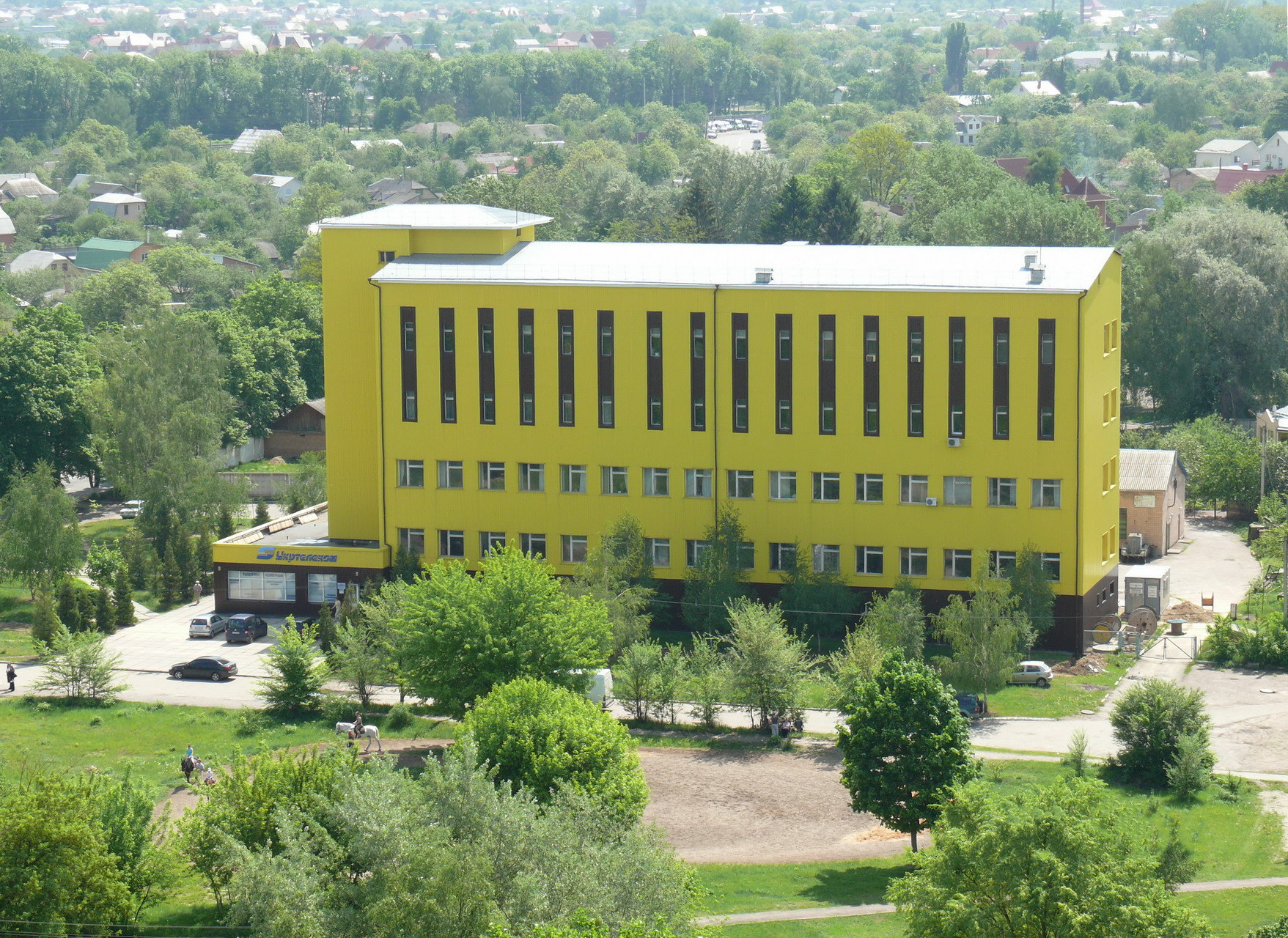